# Нуримбетова, Жазира Пулатовна
Жазира Пулатовна Нуримбетова (род. 17 октября 1991 года в Алма-Ате) — казахстанская фотомодель, победительница конкурса «Мисс Казахстан» 2012 года, телеведущая, блогер.

## Биография
Родилась 17 октября 1991 года в г. Кентау, Казахстан.
В 2009 году окончила политехническую-школу лицей № 16 в городе Кентау и поступила в ЮКГУ им. М. О. Ауэзова на факультет экономики и финансов.
Хобби — танцы, гимнастика, пение, учится шить. Мечтает стать дизайнером одежды.

### Участие в конкурах красоты
В 2008 году победила на конкурсе «Мисс Кентау». Была победителем на областных конкурсах «Ведущих»
В 2012 году победила на конкурсе «Мисс Шымкент-2012», позднее получила корону «Мисс Казахстан-2012».
Планировала представлять Казахстан на конкурсе «Мисс Вселенная 2013», однако была вынуждена отказаться от участия, так как на тот же день выпадала её обязанность (как предыдущей «мисс») короновать «Мисс Казахстан 2013». Вместо неё в «Мисс Вселенная» участвовала «Мисс Алматы» Айгерим Кожаханова.